# Madame Manet al piano

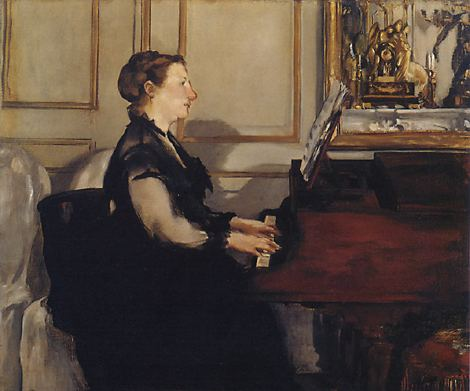
Madame Manet al piano (1867-1868), de Édouard Manet.

Madame Manet al piano es un retrato de Édouard Manet de su esposa Suzanne (de soltera, Leenhoff), realizado en 1867-68 y conservado en el Museo de Orsay en París. La obra destaca su talento para el piano: interpretó a Wagner para Baudelaire durante sus últimos días.

## Presentación
Antes de la llegada del gramófono y la radio, los amantes de la música tenían que tocar o hacer tocar sus piezas favoritas usando partituras, vendidas a tal efecto en grandes cantidades con piezas tanto clásicas como de moda. El piano en particular fue un instrumento especialmente popular para estas interpretaciones caseras a lo largo de todo el siglo XIX y hasta entrado el XX. Se estima que alrededor de 1860 había unos 20.000 profesores de piano activos en París. En 1849, el padre de Manet nombró a Suzanne Leenhoff como profesora de piano para sus hijos. Fue una talentosa intérprete de compositores como Schumann y Wagner. Cuando el poeta Charles Baudelaire sufre un derrame cerebral en 1866 y acaba en un hospital de París, ella le ofrece una distracción interpretando a Wagner. Se desarrolló una historia de amor entre Leenhoff y Manet, que finalmente se sellará con un matrimonio en 1863.
En 1868, Edgar Degas había hecho una pintura del matrimonio Manet con Suzanne al piano y su esposo escuchando en el sofá. Degas le dio el lienzo a Manet como regalo. Sin embargo, este último estaba tan descontento con la forma en que había sido retratada su esposa que cortó parte del lienzo. Luego pintó su propia versión. Suzanne Manet lleva un elegante vestido negro con mangas y canesú transparentes. Manet eligió un punto de vista relativamente alto para que sus manos sean claramente visibles. En la esquina superior derecha se ve un pequeño bodegón en el espejo, que incluye un reloj y un par de candelabros. Esto le da profundidad y vitalidad al fondo con la plana pared.